# Президентские выборы в Аргентине (1892)
Девятые в истории Аргентины президентские выборы состоялись 10 апреля 1892 года. Новым президентом Аргентины был избран адвокат, бывший член Верховного суда и экс-вице-губернатор Буэнос-Айреса Луис Саэнс Пенья, кандидат Национальной автономистской партии (PAN), которая управляла страной непрерывно с 1876 по 1916 года. Президентство Саэнса Пенья было частью так называемой «консервативной» или «олигархической республики» с фактически однопартийным режимом. Вице-президентом стал автономист Хосе Эваристо де Урибуру, адвокат, бывший министр юстиции.
Саэнс Пенья ушёл в отставку в 1895 году из-за отсутствия поддержки со стороны Хулио А. Рока, лидера Национальной автономистской партии, поэтому оставшиеся до конца его срока три года обязанности главы государства исполнял вице-президент Хосе Эваристо де Урибуру.

## Предыстория

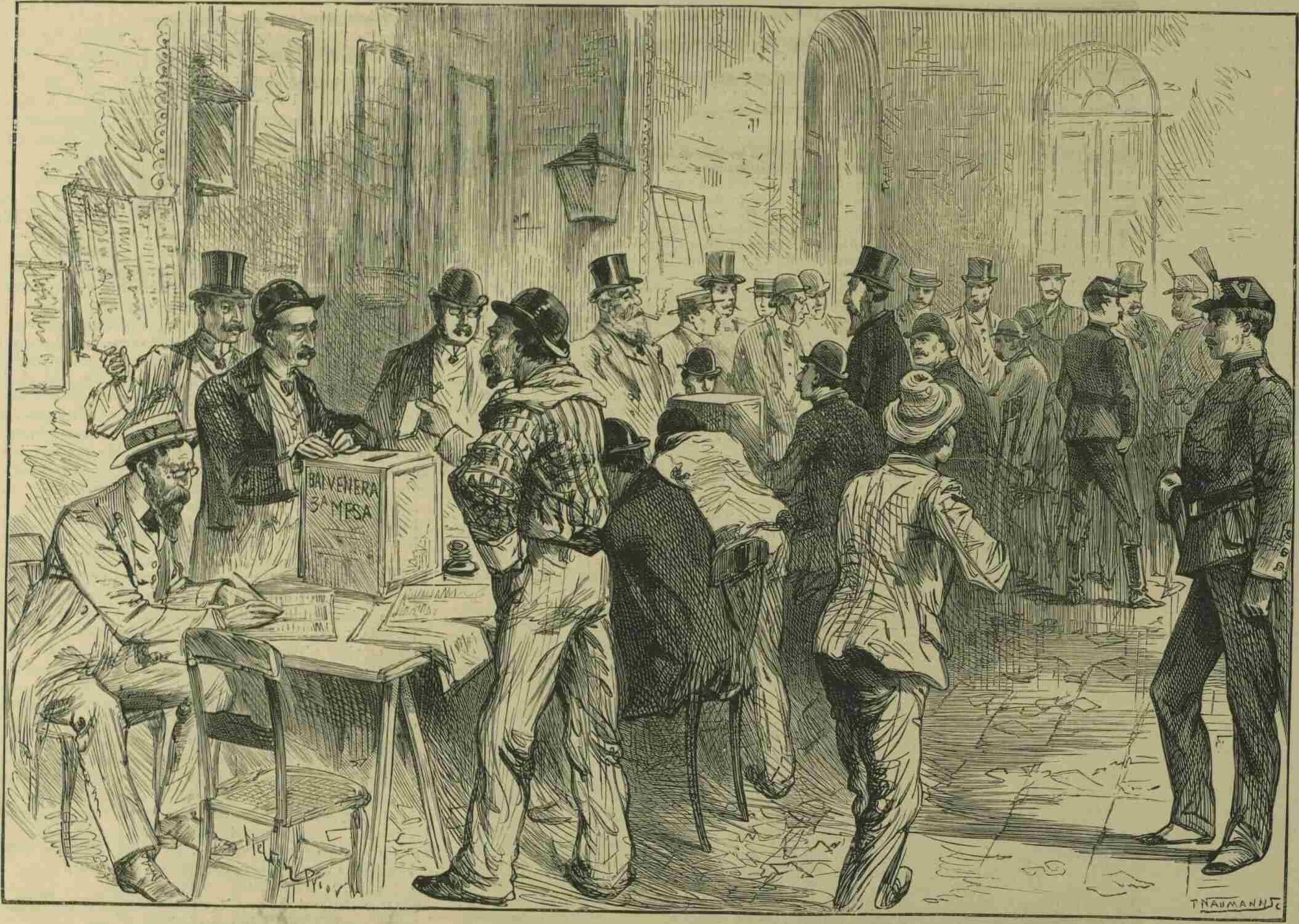
Выборы в Буэнос-Айресе: голосование под защитой военных (Мелтон Прайор, The Illustrated London News, 1892).

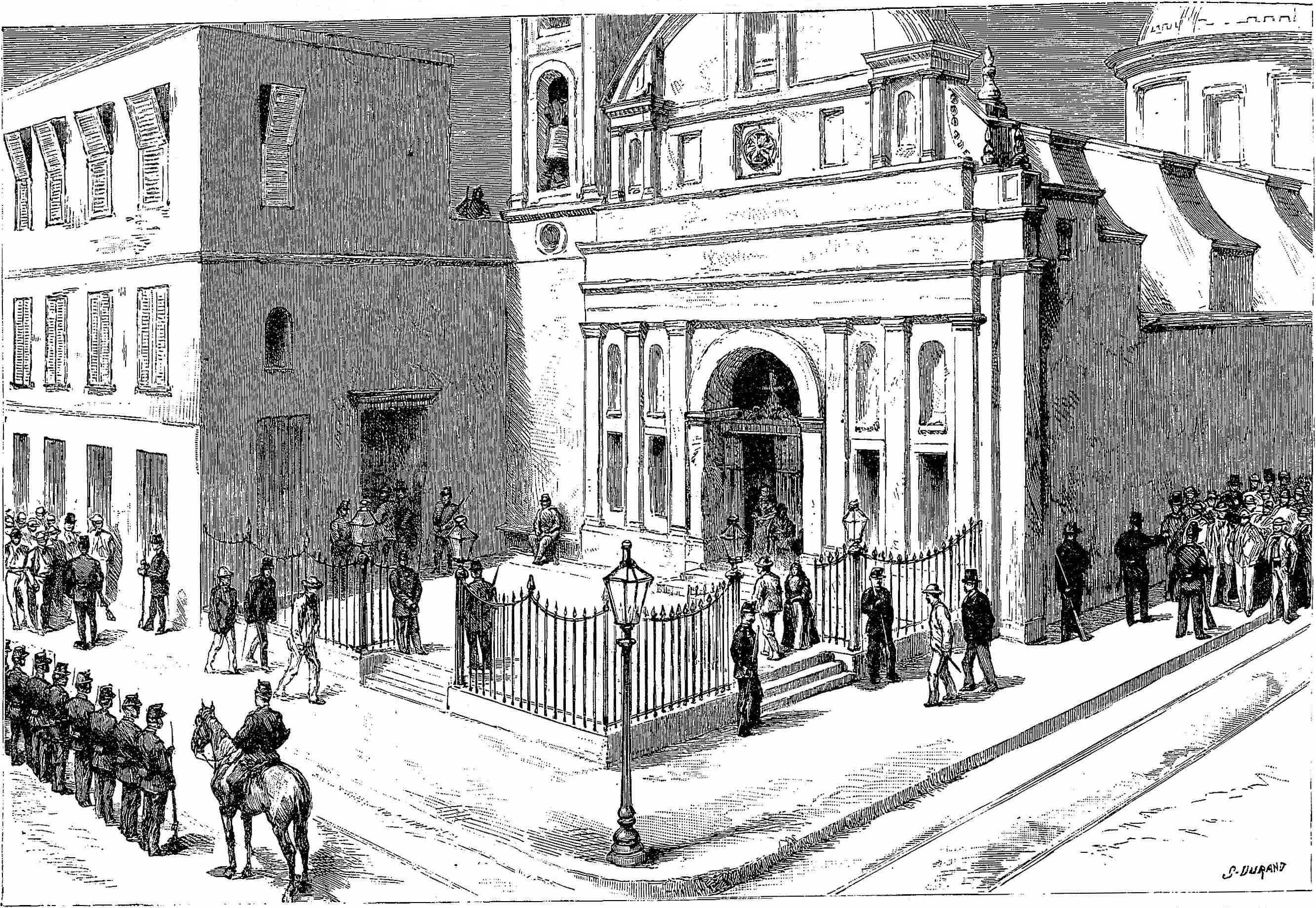
Избирательный участок в церкви Ла-Мерсед в Буэнос-Айресе (Г. Дюран, The Graphic, 1892).

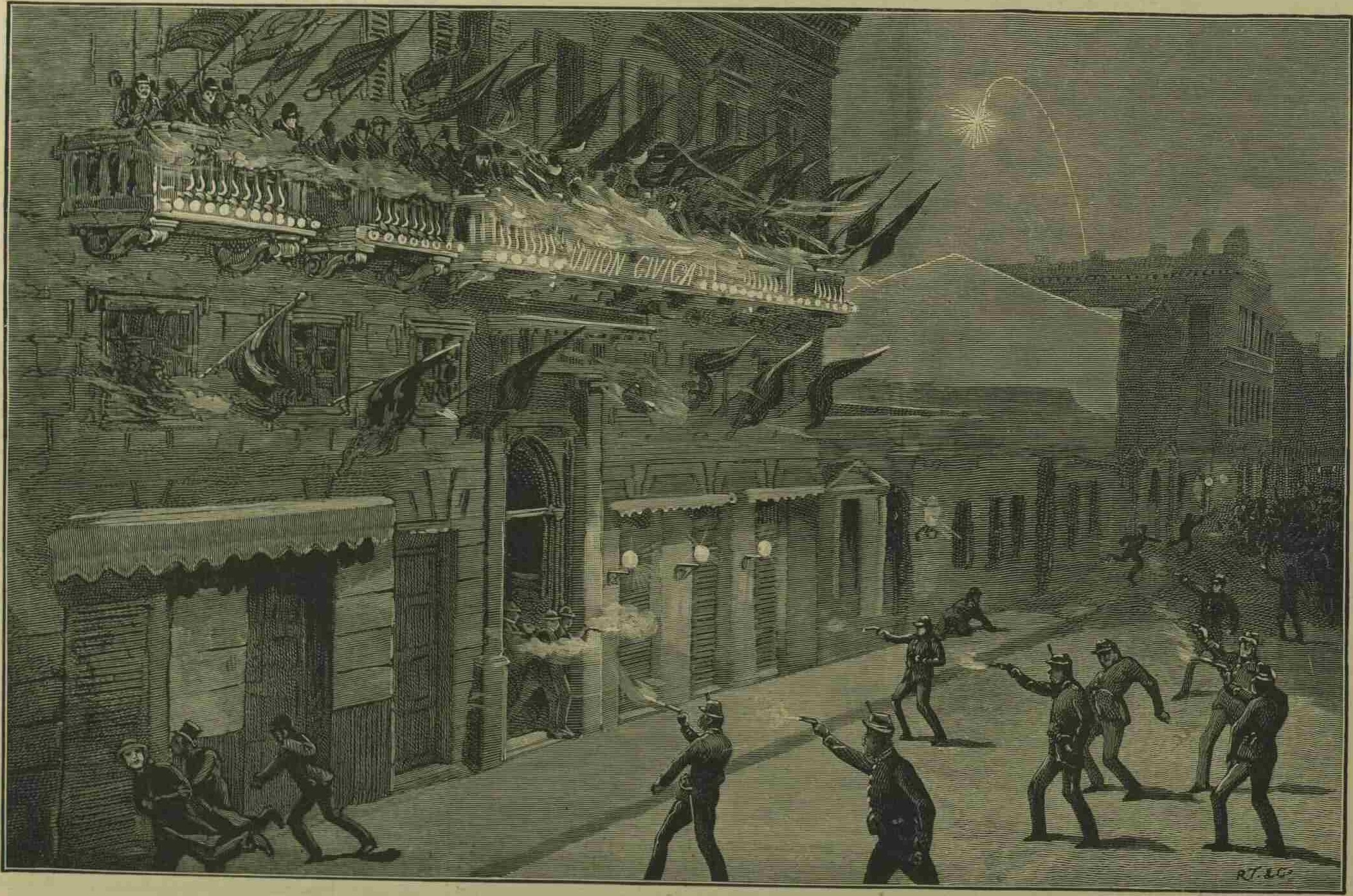
Нападение полиции на клуб Гражданского союза (The Illustrated London News, 1892).

При президенте Мигеле Хуаресе Сельмане из доминирующей Национальной автономистской партии, избранного в 1886 году во многом благодаря фальсификациям и продолжавшего политику своего предшественника и тестя Хулио Архентино Рока, в начале 1890-х годов Аргентина пережила сильный экономический и политический кризис. Резня 1 мая 1888 года и беспрецедентный финансовый кризис 1890 года привели к тому, что в стране начала формироваться оппозиция олигархическому режиму, навязанному Рока, который до этого был силён из-за фальсификаций на выборах, политических репрессий и относительному экономическому росту. Ещё в 1889 году был основан Молодёжный гражданский союз, который в следующем году был переименован в Гражданский союз, выступавший в пользу прямого и тайного голосования. Одновременно, внутри самой PAN продолжала расти оппозиция Хулио Рока и Хуаресу Сельману по мере обострения экономического кризиса.
В последних числах июля 1890 года была предпринята первая с момента установления режима ПАН серьёзная и частично успешная попытка насильственно сменить власть в Аргентине, предпринятая Гражданским союзом в сотрудничестве с другими группами, оппозиционными правительству. Хотя восстание было подавлено военным путем, а конечная цель (свержение режима ПАН и установление демократии в стране) не была достигнута, Хуарес Сельман был вынужден уйти в отставку и следующие два года до завершения его конституционного мандата главой государства был вице-президент Карлос Пеллегрини. Ему пришлось столкнуться с глубоким экономическим кризисом посреди царящего хаоса, порожденного революционными вспышками. За время своего двадцатишестимесячного правления Пеллегрини вывел страну из серьёзного кризиса, главным образом экономического, наведя порядок в финансах и основав Банк аргентинской нации. Эти меры позволили восстановить процветание в стране и возобновить экономический рост, тем самым предотвратив падение режима.
К 1892 году объединённая оппозиция, возникшая в 1890 году, разделилась, при этом Гражданский союз разделился на две партии: Гражданский национальный союз (UCN) Бартоломе Митре и Гражданский радикальный союз (UCR) Леандро Н. Алема. 15 августа 1891 года Национальный съезд Гражданского радикального союза провозгласил Бернардо де Иригойена кандидатом в президенты. Леандро Алем заявил тогда, что у программы UCR есть четыре столпа: политическая свобода, административная честность, безличность коалиции и национальные чувства. UCN, со своей стороны, выдвинул Бартоломе Митре, который уже был президентом с 1862 по 1868 год.
Реформистское крыло Национальной автономистской партии хотело выдвинуть в качестве кандидата своего лидера Роке Саэнса Пенья, адвоката и экс-министра иностранных дел, аргументируя это тем, что реформистский лидер необходим, чтобы заглушить революционное движение и избежать гражданской войны. Однако вмешательство Хулио Аргентино Рока помешало его выдвижению: вместо этого кандидатом стал отец Роке, Луис Саенс Пенья. Именно Роке Саэнс Пенья положит конец режиму PAN в 1910 году, реформировав избирательное законодательство после своего избрания президентом от UCR.

## Выборы
Выборы проводились в рамках режима «открытого голосования» и сопровождались массовыми фальсификациями, насилием, покупкой голосов и крайне низкой явкой, при этом женщинам не разрешалось голосовать или быть избранными. В голосовании приняли участие только 77,2 тыс. человек из 3,858 млн жителей (2,0 %). Согласно конституции выборы президента и вице-президента должны были осуществляться косвенно и раздельно, делегируя окончательные выборы каждого из них провинциальным коллегиям выборщиков, избранных на первичных выборах, избранным считались получившие наибольшее количество голосов в каждом избирательном округе.
Выборы 1892 года вошли в историю Аргентины как одни из самых противоречивых из-за фальсификаций и скандалов. 2 апреля, за несколько дней до выборов, президент Карлос Пеллегрини ложно заявил о существовании радикального заговора с целью захвата власти и убийства главных автономистских лидеров. Он немедленно объявил осадное положение и арестовал главных лидеров радикалов, включая Леандро Алема. В результате UCR бойкотировал выборы, что позволило Саэнсу Пенье победить почти единогласно.
Саэнс Пенья одержал победу в четырнадцати из пятнадцати существовавших на тот момент избирательных округов. В провинции Мендоса он и Бернардо де Иригойен выступили практически одинаково, получив по 5 выборщиков. В Тукумане 5 выборщиков из 14 получил Митре, единственный выборщик, отдавший голос за Хулио А. Рока, был избран в столице. В 1892 году Аргентинская Республика состояла из пятнадцати избирательных округов (14 провинций и города Буэнос-Айреса), в которых население имело право голоса, при этом большая часть страны была разделена на девять «национальных территорий», население которых не имело права голоса.
Из 232 членов коллегии выборщиков в голосовании приняли участие 221 человек, 210 из которых проголосовали за Саэнса Пенью.

## Итоги голосования
| Кандидат | Кандидат             | Партия      | Выборщики | %     |
| -------- | -------------------- | ----------- | --------- | ----- |
|          | Луис Саэнс Пенья     | Автономист  | 210       | 95,02 |
|          | Бернардо де Иригойен | Радикал     | 5         | 2,26  |
|          | Бартоломе Митре      | Националист | 5         | 2,26  |
|          | Хулио Архентино Рока | Автономист  | 1         | 0,48  |
| Всего    | Всего                | Всего       | 221       | 100   |